# La Rochelle le journal
«La Rochelle le journal» — муниципальная газета города Ла-Рошель , издаваемый отделом коммуникаций мэрии. Освещает в основном текущие происшествия в городе и округе, будь то политические, экономические или социальные новости. 
Газета выходит раз в два месяца (в феврале, апреле, июне, октябре и декабре) тиражом 46 650 экземпляров пять раз в год и распространяется бесплатно:
- в печатной версии;
- документом, доступным в Интернете;
- на компакт-диске, доступном в звуковой библиотеке Ла-Рошели[2].